# سوزان استل جانسن
سوزان استل جانسن (انگلیسی: Susan Estelle Jansen) یک فیلم‌نامه‌نویس و تهیه‌کننده فیلم اهل ایالات متحده آمریکا است. وی از سال ۱۹۹۱ میلادی تاکنون مشغول فعالیت بوده‌ است و ۲ مرتبه نامزد دریافت جایزه امی بوده است.
از فیلم‌ها یا مجموعه‌های تلویزیونی که وی در آن‌ها نقش داشته‌ است می‌توان به سریال لیزی مک‌گوایر و فیلم لیزی مک‌گوایر اشاره نمود.